# Seznam kulturních památek v Chrastavě
Tento seznam nemovitých kulturních památek ve městě Chrastava v okrese Liberec vychází z  Ústředního seznamu kulturních památek ČR, který na základě zákona č. 20/1987 Sb., o státní památkové péči, vede Národní památkový ústav jako ústřední organizace státní památkové péče. Údaje jsou průběžně upřesňovány, přesto mohou obsahovat i řadu věcných a formálních chyb a nepřesností či být neaktuální. 
Pokud byly některé části dotčeného území vyčleněny do samostatných seznamů, měly by být odkazy na tyto dílčí seznamy uvedeny v úvodu tohoto seznamu nebo v úvodu příslušné sekce seznamu.

## Chrastava I
|  | Kategorie „Maria column in Chrastava “ na Wikimedia Commons | Hledat fotografie a kategorie ve Wikimedia Commons podle rejstříkového čísla památky | Nahrát snímek k tomuto tématu do úložiště Wikimedia Commons |  |

|  | Kategorie „Baroque fountain in Chrastava “ na Wikimedia Commons | Hledat fotografie a kategorie ve Wikimedia Commons podle rejstříkového čísla památky | Nahrát snímek k tomuto tématu do úložiště Wikimedia Commons |  |

|  |  | Hledat fotografie a kategorie ve Wikimedia Commons podle rejstříkového čísla památky | Nahrát snímek k tomuto tématu do úložiště Wikimedia Commons |  |

|  | Kategorie „Town hall in Chrastava “ na Wikimedia Commons | Hledat fotografie a kategorie ve Wikimedia Commons podle rejstříkového čísla památky | Nahrát snímek k tomuto tématu do úložiště Wikimedia Commons |  |

|  | Kategorie „Městské muzeum Chrastava “ na Wikimedia Commons | Hledat fotografie a kategorie ve Wikimedia Commons podle rejstříkového čísla památky | Nahrát snímek k tomuto tématu do úložiště Wikimedia Commons |  |

|  |  | Hledat fotografie a kategorie ve Wikimedia Commons podle rejstříkového čísla památky | Nahrát snímek k tomuto tématu do úložiště Wikimedia Commons |  |

|  |  | Hledat fotografie a kategorie ve Wikimedia Commons podle rejstříkového čísla památky | Nahrát snímek k tomuto tématu do úložiště Wikimedia Commons |  |

|  | Kategorie „Frýdlantská čp. 80 (Chrastava) “ na Wikimedia Commons | Hledat fotografie a kategorie ve Wikimedia Commons podle rejstříkového čísla památky | Nahrát snímek k tomuto tématu do úložiště Wikimedia Commons |  |

|  | Kategorie „Náměstí 1. máje 138 (Chrastava) “ na Wikimedia Commons | Hledat fotografie a kategorie ve Wikimedia Commons podle rejstříkového čísla památky | Nahrát snímek k tomuto tématu do úložiště Wikimedia Commons |  |

|  |  | Hledat fotografie a kategorie ve Wikimedia Commons podle rejstříkového čísla památky | Nahrát snímek k tomuto tématu do úložiště Wikimedia Commons |  |

|  |  | Hledat fotografie a kategorie ve Wikimedia Commons podle rejstříkového čísla památky | Nahrát snímek k tomuto tématu do úložiště Wikimedia Commons |  |

|  | Kategorie „Náměstí 1. máje 141 (Chrastava) “ na Wikimedia Commons | Hledat fotografie a kategorie ve Wikimedia Commons podle rejstříkového čísla památky | Nahrát snímek k tomuto tématu do úložiště Wikimedia Commons |  |

|  | Kategorie „Náměstí 1. máje 142 (Chrastava) “ na Wikimedia Commons | Hledat fotografie a kategorie ve Wikimedia Commons podle rejstříkového čísla památky | Nahrát snímek k tomuto tématu do úložiště Wikimedia Commons |  |

|  | Kategorie „Náměstí 1. máje 143 (Chrastava) “ na Wikimedia Commons | Hledat fotografie a kategorie ve Wikimedia Commons podle rejstříkového čísla památky | Nahrát snímek k tomuto tématu do úložiště Wikimedia Commons |  |

|  |  | Hledat fotografie a kategorie ve Wikimedia Commons podle rejstříkového čísla památky | Nahrát snímek k tomuto tématu do úložiště Wikimedia Commons |  |

|  | Kategorie „Liberecká 326 (Chrastava) “ na Wikimedia Commons | Hledat fotografie a kategorie ve Wikimedia Commons podle rejstříkového čísla památky | Nahrát snímek k tomuto tématu do úložiště Wikimedia Commons |  |

|  | Kategorie „Městská spořitelna (Chrastava) “ na Wikimedia Commons | Hledat fotografie a kategorie ve Wikimedia Commons podle rejstříkového čísla památky | Nahrát snímek k tomuto tématu do úložiště Wikimedia Commons |  |

|  |  | Hledat fotografie a kategorie ve Wikimedia Commons podle rejstříkového čísla památky | Nahrát snímek k tomuto tématu do úložiště Wikimedia Commons |  |

|  | Kategorie „Nádražní 202 (Chrastava) “ na Wikimedia Commons | Hledat fotografie a kategorie ve Wikimedia Commons podle rejstříkového čísla památky | Nahrát snímek k tomuto tématu do úložiště Wikimedia Commons |  |

|  | Kategorie „Nádražní 201 (Chrastava) “ na Wikimedia Commons | Hledat fotografie a kategorie ve Wikimedia Commons podle rejstříkového čísla památky | Nahrát snímek k tomuto tématu do úložiště Wikimedia Commons |  |

|  |  | Hledat fotografie a kategorie ve Wikimedia Commons podle rejstříkového čísla památky | Nahrát snímek k tomuto tématu do úložiště Wikimedia Commons |  |

|  | Kategorie „Pobřežní 135 (Chrastava) “ na Wikimedia Commons | Hledat fotografie a kategorie ve Wikimedia Commons podle rejstříkového čísla památky | Nahrát snímek k tomuto tématu do úložiště Wikimedia Commons |  |

|  |  | Hledat fotografie a kategorie ve Wikimedia Commons podle rejstříkového čísla památky | Nahrát snímek k tomuto tématu do úložiště Wikimedia Commons |  |

|  | Kategorie „Pobřežní 132 (Chrastava) “ na Wikimedia Commons | Hledat fotografie a kategorie ve Wikimedia Commons podle rejstříkového čísla památky | Nahrát snímek k tomuto tématu do úložiště Wikimedia Commons |  |

|  |  | Hledat fotografie a kategorie ve Wikimedia Commons podle rejstříkového čísla památky | Nahrát snímek k tomuto tématu do úložiště Wikimedia Commons |  |

|  | Kategorie „Odtoková část mlýnského náhonu a lednice s turbinou (Chrastava) “ na Wikimedia Commons | Hledat fotografie a kategorie ve Wikimedia Commons podle rejstříkového čísla památky | Nahrát snímek k tomuto tématu do úložiště Wikimedia Commons |  |

|  | Kategorie „Bridge of Vítkovská street over the Jeřice in Chrastava “ na Wikimedia Commons | Hledat fotografie a kategorie ve Wikimedia Commons podle rejstříkového čísla památky | Nahrát snímek k tomuto tématu do úložiště Wikimedia Commons |  |

|  |  | Hledat fotografie a kategorie ve Wikimedia Commons podle rejstříkového čísla památky | Nahrát snímek k tomuto tématu do úložiště Wikimedia Commons |  |

|  |  | Hledat fotografie a kategorie ve Wikimedia Commons podle rejstříkového čísla památky | Nahrát snímek k tomuto tématu do úložiště Wikimedia Commons |  |

|  | Kategorie „Führichův dům (Chrastava) “ na Wikimedia Commons | Hledat fotografie a kategorie ve Wikimedia Commons podle rejstříkového čísla památky | Nahrát snímek k tomuto tématu do úložiště Wikimedia Commons |  |

|  | Kategorie „Socha svatého Jana Nepomuckého (Chrastava) “ na Wikimedia Commons | Hledat fotografie a kategorie ve Wikimedia Commons podle rejstříkového čísla památky | Nahrát snímek k tomuto tématu do úložiště Wikimedia Commons |  |

|  | Kategorie „Školní 125 (Chrastava) “ na Wikimedia Commons | Hledat fotografie a kategorie ve Wikimedia Commons podle rejstříkového čísla památky | Nahrát snímek k tomuto tématu do úložiště Wikimedia Commons |  |

|  | Kategorie „Church of Saint Lawrence in Chrastava “ na Wikimedia Commons | Hledat fotografie a kategorie ve Wikimedia Commons podle rejstříkového čísla památky | Nahrát snímek k tomuto tématu do úložiště Wikimedia Commons |  |

|  | Kategorie „Rectory in Chrastava‎ “ na Wikimedia Commons | Hledat fotografie a kategorie ve Wikimedia Commons podle rejstříkového čísla památky | Nahrát snímek k tomuto tématu do úložiště Wikimedia Commons |  |

## Chrastava II
| Památka                                      | Fotografie                                                             | Rejstříkové číslo v ÚSKP                                                             | Sídelní útvar                                               | Poloha                                                      | Popis a poznámky |
| -------------------------------------------- | ---------------------------------------------------------------------- | ------------------------------------------------------------------------------------ | ----------------------------------------------------------- | ----------------------------------------------------------- | --- |
| Textilní továrna Feigl & Widrich (Q37160965) | \| \| \| \| \| \|                                                      | 52143/5-5943 Pam. katalog MIS                                                        | Chrastava                                                   | Andělohorská 418, 419 50°48′26,26″ s. š., 14°57′24,1″ v. d. | Oděvní továrna - vrátnice čp. 418, st. 41 (jižní strana areálu) - brána, pp. 27 - skleník, st. 224 (jihozápadní část areálu) - bývalá úpravna vody, st. 225 (jižně od skleníku, západně od domu čp. 369) - správní budova čp. 419, st. 40 (na západní straně výrobní haly) - výrobní hala, st. 39/3 - elektrárna, kotelna s komínem, st. 39/1 (severní strana areálu) Areál barvárny Feigl & Widrich o rozloze 6 ha byl postaven v letech 1904–1907 v secesním stylu s prvky holandské architektury. Jednotné architektonické ztvárnění pláště a interiérů pochází od liberecké firmy Gustav Sachers Söhne, železobetonové konstrukce továrny od firmy Eduarda Asta. Roku 1921 společnost Feigl & Widrich prodala továrnu koncernu Textilana. Pod stejným názvem tu po 2. světové válce působil n. p. České vlnařské závody. V roce 2005 je zmiňována jako Interlana (). V roce 2006 jej od francouzské textilní firmy koupila firma Branaldi, výrobce lepenkových obalů a displejů, a chtěla zde vyrábět 4/5 své produkce, kterou sem přesunula z Brandýsa nad Labem. Majitelem budovy kotelny je Ing. arch. Filip Horatschke, který ji chce přeměnit v kulturní centrum. Památkově chráněno od 30. října 2002. |
|                                              | Kategorie „Feigl & Widrich factory in Chrastava “ na Wikimedia Commons | Hledat fotografie a kategorie ve Wikimedia Commons podle rejstříkového čísla památky | Nahrát snímek k tomuto tématu do úložiště Wikimedia Commons |                                                             | |

## Horní Chrastava
| Památka                         | Fotografie                                                      | Rejstříkové číslo v ÚSKP                                                             | Sídelní útvar                                               | Poloha                                                 | Popis a poznámky |
| ------------------------------- | --------------------------------------------------------------- | ------------------------------------------------------------------------------------ | ----------------------------------------------------------- | ------------------------------------------------------ | --- |
| Frýdlantská čp. 298 (Q37283372) | \| \| \| \| \| \|                                               | 49711/5-5846 Pam. katalog MIS                                                        | Horní Chrastava                                             | Frýdlantská 298 50°49′12,25″ s. š., 14°58′27,44″ v. d. | Venkovský dům. Podstávkový dům, postaven na přelomu 18. a 19. století. Původně roubený v patře hrázděný, dnes z velké části vyzděný objekt postavený na obdélném půdorysu kryje sedlová střecha s eternitovými šablonami. Volně stojí severovýchodně od středu města, u křižovatky místní komunikace vedoucí do osady Víska a Frýdlantské ulice. Památkově chráněno od 23. září 1998. |
|                                 | Kategorie „Horní Chrastava - dům čp. 298 “ na Wikimedia Commons | Hledat fotografie a kategorie ve Wikimedia Commons podle rejstříkového čísla památky | Nahrát snímek k tomuto tématu do úložiště Wikimedia Commons |                                                        | |

## Andělská Hora
|  | Kategorie „Kostel Panny Marie Sněžné (Andělská Hora) “ na Wikimedia Commons | Hledat fotografie a kategorie ve Wikimedia Commons podle rejstříkového čísla památky | Nahrát snímek k tomuto tématu do úložiště Wikimedia Commons |  |

|  | Kategorie „Cross at the common in Andělská Hora (Chrastava) “ na Wikimedia Commons | Hledat fotografie a kategorie ve Wikimedia Commons podle rejstříkového čísla památky | Nahrát snímek k tomuto tématu do úložiště Wikimedia Commons |  |

## Dolní Vítkov
|  |  | Hledat fotografie a kategorie ve Wikimedia Commons podle rejstříkového čísla památky | Nahrát snímek k tomuto tématu do úložiště Wikimedia Commons |  |

|  | Kategorie „Wayside cross in Dolní Vítkov “ na Wikimedia Commons | Hledat fotografie a kategorie ve Wikimedia Commons podle rejstříkového čísla památky | Nahrát snímek k tomuto tématu do úložiště Wikimedia Commons |  |

|  |  | Hledat fotografie a kategorie ve Wikimedia Commons podle rejstříkového čísla památky | Nahrát snímek k tomuto tématu do úložiště Wikimedia Commons |  |

|  | Kategorie „Statue of Saint John of Nepomuk in Dolní Vítkov “ na Wikimedia Commons | Hledat fotografie a kategorie ve Wikimedia Commons podle rejstříkového čísla památky | Nahrát snímek k tomuto tématu do úložiště Wikimedia Commons |  |

## Horní Vítkov
| Památka                                   | Fotografie                                                                            | Rejstříkové číslo v ÚSKP                                                             | Sídelní útvar                                               | Poloha                                                       | Popis a poznámky |
| ----------------------------------------- | ------------------------------------------------------------------------------------- | ------------------------------------------------------------------------------------ | ----------------------------------------------------------- | ------------------------------------------------------------ | --- |
| Kostel Navštívení Panny Marie (Q24045364) | \| \| \| \| \| \|                                                                     | 38462/5-4494 Pam. katalog MIS                                                        | Horní Vítkov                                                | jižní část vsi, st. 124 50°51′9,66″ s. š., 14°58′8,84″ v. d. | Barokní kostel Navštívení Panny Marie byl postaven roku 1671 zřejmě na místě staršího kostela zbudovaného před rokem 1350. Zděná jednolodní orientovaná stavba obdélného půdorysu je zakončená trojlistým presbytářem dostavěným v roce 1714. Sedlovou střechu s valbovým zakončením na východní straně pokrývá břidlice. Hranolovou, v horní části oktogonální věž předsazenou západnímu průčelí, zakončenou helmicí s polygonální lucernou a makovicí s křížem, kryjí plechové pásy. Na severní stranu presbytáře navazuje sakristie. Na jižním vstupním průčelí věže je umístěna kamenná pamětní deska z roku 1671 od Jacoba Hironyma Schultese s německým rytým nápisem upomínajícím na Matyáše Ignáce Gallase a jeho manželku Johanu Emerencii. Památkově chráněno od 7. dubna 1966. |
|                                           | Kategorie „Church of the Visitation of Our Lady (Horní Vítkov) “ na Wikimedia Commons | Hledat fotografie a kategorie ve Wikimedia Commons podle rejstříkového čísla památky | Nahrát snímek k tomuto tématu do úložiště Wikimedia Commons |                                                              | |